# Miss Misery
Miss Misery ist ein Song des Singer-Songwriters Elliott Smith, das er 1997 für den Film Good Will Hunting geschrieben und aufgenommen hat.

## Hintergrund
Gus Van Sant bat Elliott Smith, mehrere Songs für seinen Film Good Will Hunting beizusteuern. Elliott Smith bot ihm einen unveröffentlichten Track an. Die erste Version von Miss Misery bestand nur aus Akustikgitarre und Gesang. Sie entstand Anfang 1997 und erschien erst 10 Jahre später auf dem posthum veröffentlichten Retrospektive-Album New Moon. Für die Good Will Hunting-Version überarbeitete er die Instrumentalversion. Basis war immer noch die Akustikgitarre, jedoch kamen auch Klavier, elektrische Gitarren, Keyboards und Hintergrundgesang hinzu.
Die Melodie ist sehr gefühlvoll und traurig gehalten, wobei dies durch das an Zirkusmusik erinnernde Keyboard und das flotte Klavier konterkariert wird. Der Text selbst ist komplex und funktioniert auf mehreren Ebenen. So handelt er oberflächlich betrachtet von einem Typ, der seiner verflossenen Liebe hinterhertrauert. Allerdings kann es sich bei der Liebe auch um die Personifikation von Trauer handeln. Der Text enthält außerdem schwarzen Humor und introspektive Passagen.
Im Film läuft das Lied beim Abspann.

## Musikvideo
Das Video wurde von Ross Harris gedreht. Es zeigt Smith, wie er in einem weißen Anzug eine Straße entlanggeht und dabei die Parkuhren füttert, so dass der ihn verfolgende Polizist keine Tickets aufschreiben kann. Das Video wurde in Silver Lake, Los Angeles gedreht. Das Video beginnt vor der Karaoke-Bar Smog Cutter. Eine Version des Videos enthielt außerdem Filmausschnitte aus Good Will Hunting.

## Erfolg
Elliott Smith war zeit seines Lebens eine strittige Figur, der zahlreiche Drogenprobleme hatte, aber auch ein sensibler Künstler war, der ähnlich wie Kurt Cobain mit Erfolg nicht besonders gut klarkam. Als er mit dem Song für einen Oscar nominiert wurde, spielte er das Lied zunächst am 5. März 1998 bei Late Night with Conan O’Brien. Bei der Oscarverleihung musste Elliott Smith von den Produzenten der Show dazu gedrängt werden, den Song zu spielen. Sie drohten sogar an, den Song von jemand anderem spielen zu lassen. Konkret drohten sie mit Richard Marx. An dem Abend verlor er gegen Céline Dions Song My Heart Will Go On, doch der Auftritt eröffnete Elliott Smith ein ganz neues Publikum und war somit sowohl Segen als auch Fluch. Der kommerzielle Erfolg sorgte bei ihm für Verunsicherung und auch zu einer Verschlimmerung seines Drogenkonsums.